# Caracoto
Caracoto es la capital del distrito homónimo en la provincia de San Román, ubicada en el departamento de Puno, Perú. Según el censo de 2007, cuenta con 6058 habitantes.

## Historia
La historia de Caracoto es prolongada, pues se han encontrado en sus inmediaciones evidencias de seres paleolíticos, dedicados a la caza y la recolección. Posteriormente se convirtieron en grandes agricultores y pastores, especialmente durante el desarrollo de las sociedades Pukara, Tiawanaco y Kolla, muestra de ello son las técnicas agrícolas que utilizaron, como los waruwarus que existen en gran cantidad en su territorio. Durante la vigencia del señorío Kolla, los caracollos, fueron tributarios de Hatuncolla. Sus jóvenes integraron los ejércitos de los Sapana. Bajo la égida Inka se constituyó en un importante pueblo y tambo al servicio del imperio cusqueño, los mismos que no lograron doblegar a los bravos lugareños, y eran los protagonistas de permanentes rebeliones, por lo que Túpac Yupanqui tuvo que someterlos con mucho derramamiento de sangre. Como tambo y pascana se mantuvo durante el coloniaje, por ello en las Ordenanzas de Tambos dictadas por el Gobernador Cristóbal Vaca de Castro el 31 de mayo de 1543, se consigna el tambo de Caracoto con el número 39 en el camino del Cusco a La Plata. Huamán Poma de Ayala, cuando describe los tambos del kollasuyo considera a Caracollo como “pueblo y tambo real”. El territorio en general fue un importante repartimiento, por ello el 23 de junio de 1565 el Licenciado Lope García de Castro encomendó este Repartimiento a don Lope de Zuazo, pero que en el fondo fue otorgado a su esposa doña Francisca de Robles. En ese entonces tenía 1544 personas y 319 indios tributarios, de los cuales 261 eran aymaras y 58 eran uros, todos reducidos en el pueblo del mismo nombre. En 1581 en la Relación que aparece en la Provisiones del Virrey Toledo, aparece el Repartimiento de Caracoto como parte del Orcosuyo. Durante el coloniaje grandes cantidades de mitayos fueron conducidos a las minas de Laykakota y Potosí, para extraer el vil metal. Debido a estos y otros abusos participaron activamente en la sublevación de Túpac Amaru II. El interior de su Templo colonial fue escenario de la muerte de muchos españoles. Lamentablemente, los ejércitos encabezados por Andrés Ingaricona y Nicolás Sanca, el 16 de febrero de 1781, fueron vencidos por el Corregidor Orellana en la Batalla de Mamanchili comprensión del actual distrito de Caracoto. Surge como distrito con el advenimiento de la república. El 2 de mayo de 1854 el Mariscal Ramón Castilla lo adscribió a la provincia del Cercado de Puno; y este mismo Presidente, el 2 de enero de 1857, consideró que “es indispensable y urgente crear desde luego las primeras Municipalidades, establecidas por la Constitución”, consideró la creación de la Municipalidad Distrital de Caracoto con 5 municipales. En 1909 Caracoto tenía 42 ciudadanos registrados electoralmente, y desde el 6 de setiembre de 1926 es parte integrante de la provincia de San Román en virtud de la Ley Nº 5463.

## Ubicación
Su área urbana abarca gran parte del altiplano, Caracoto se encuentra a pocos kilómetros de distancia de la ciudad de Juliaca.
Su suelo es propicio para un estudio paleontológico, por la abundancia de restos fósiles, así como para un estudio astronómico, pues existen restos de meteoritos que han caído en el lugar. El Dr. Emilio Romero, en 1928 llegó a escribir que Caracoto “Está situado sobre la línea férrea, a 8 leguas de Puno. Tiene una pequeña iglesia y algunas casas de aspecto modestísimo. Su situación próxima a Juliaca le ha disminuido su antigua importancia. Es centro de población indígena en su mayor parte pobre, por estar en la proximidad de grandes haciendas, donde no hay propiedad privada para los indios. Pueblo de pastores y de colonos de las haciendas tiene la tristeza de las aldeas muertas.” En efecto, esta localidad se encuentra en la vía asfaltada y ferrocarrilera que une las ciudades de Juliaca a Puno, tiene un fluido tránsito vehicular. De Juliaca a Caracoto hay una distancia de 8 km y de Puno a Caracoto dista 35 km. En dicho lugar se encuentra la fábrica de cemento Rumi, esta situación, al lado de su estratégica ubicación, le permite tener una vida industrial y comercial activa; y gracias a la presencia de su atractivo parque mirador, muchas familias de la ciudad de Juliaca y localidades vecinas, concurren a dicha capital distrital, para vitalizar aún más su aspecto urbano.
Podemos hallar en sus zonas circundantes, los siguientes poblados:
| Noroeste: Juliaca  | Norte: Juliaca   | Noreste: Juliaca |
| Oeste: Cabana      |                  | Este: Coata      |
| Suroeste Atuncolla | Sur: Paucarcolla | Sureste: Huata   |

El relieve de la ciudad es plano y ondulado, con ligeras elevaciones.